# William Henry Barlow
William Henry Barlow (* 10. Mai 1812 in Woolwich, Kent; † 12. November 1902 in Charlton, London) war ein britischer Bauingenieur, bekannt für einige Brückenbauprojekte und Bauten für die Eisenbahn.

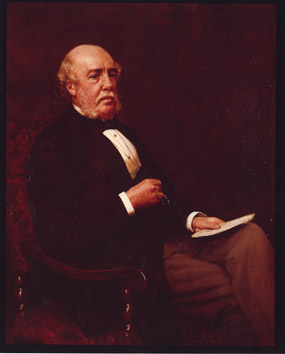
William Henry Barlow, Gemälde von John Collier

## Leben
Er war der Sohn von Peter Barlow (1776–1862), der Mathematik und Physik in der Militärakademie in Woolwich unterrichtete. Sein Bruder Peter William Barlow (1809–1885) war ebenfalls Bauingenieur, der Brücken (Lambeth Bridge) entwarf und ein verbessertes Tunnelschild erfand.
Barlow erhielt seine Ausbildung bei seinem Vater, in der Werft der Royal Navy in Woolwich und in den Docks von London bei dem Ingenieur Henry Robinson Palmer (1795–1844). 1832 bis 1838 war er in der Türkei, wo er für Maudslay, Sons and Field eine Maschinenfabrik errichtete und für die türkische Regierung die Leuchttürme am Bosporus begutachtete. Zurück in England arbeitete er zunächst für die Manchester and Birmingham Railway und ab 1842 für die Midland Counties Railway. Diese wurde 1844 von der Midland Railway übernommen, in der er später Chefingenieur wurde. 1849 ließ er sich eine eigene Eisenbahnschiene patentieren (Barlow Rail), die ohne Schwellen direkt auf die Kiesbettung gelegt werden konnte. 1851 assistierte er Joseph Paxton bei statischen Berechnungen für dessen Kristallpalast in der Weltausstellung in London (Paxton war ein Direktor der Midland Railway).

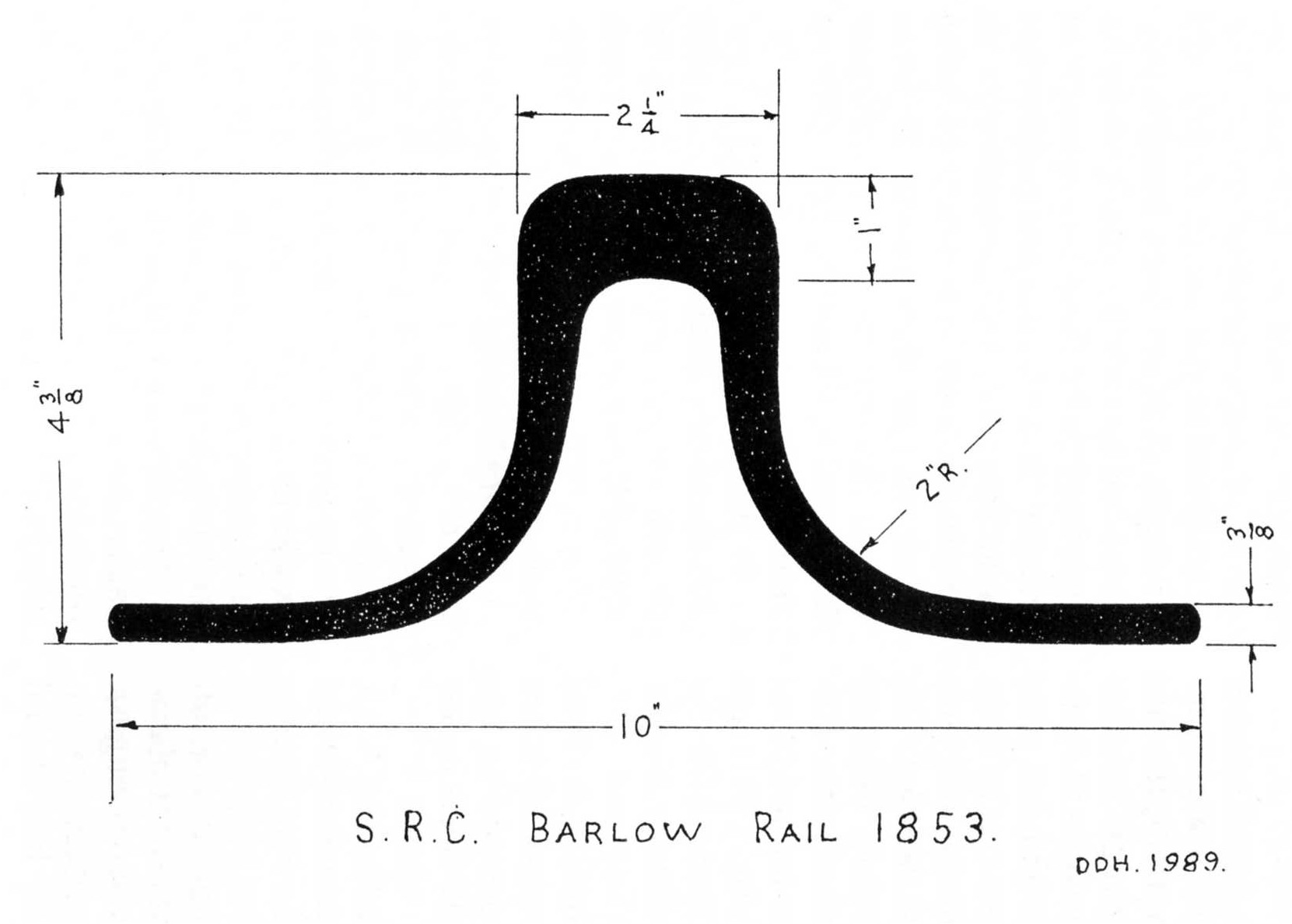
Barlow Rail

1857 eröffnete er sein eigenes Ingenieurbüro, das aber weiter viel für die Midland Railway arbeitete. Mit John Hawkshaw (1811–1891) erhielt er den Auftrag, die Clifton Suspension Bridge von Isambard Kingdom Brunel nach dessen Tod zu vollenden. Die Arbeiten hatten zuvor lange geruht und wurden 1864 vollendet, wobei er Ketten der Hungerford Suspension Bridge von Brunel benutzte, die 1860 abgerissen worden war. Mit 214 m Spannweite war die Clifton Bridge zu ihrer Zeit die längste Hängebrücke in Großbritannien.

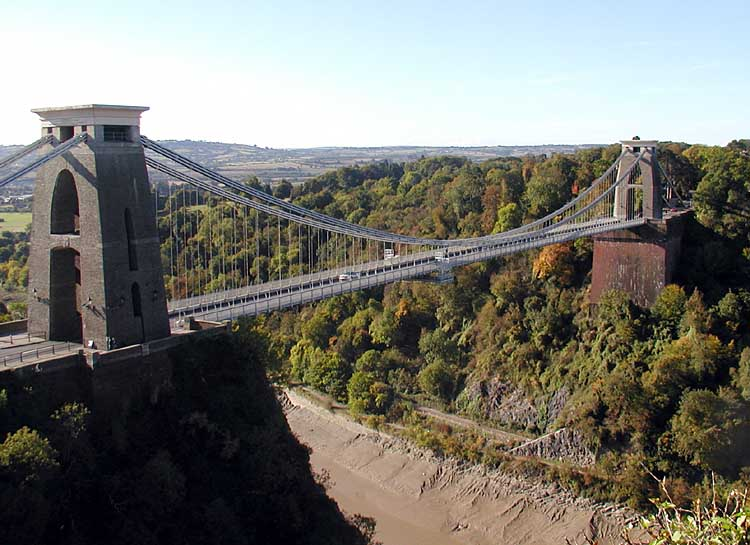
Clifton Bridge

1862 bis 1869 war er auch beratender Ingenieur für die Süderweiterung der Midland Railway von Bedford nach London und konstruierte dafür unter anderem die Stahlkonstruktionen und die Haupthalle des Bahnhof St Pancras, die mit 73 m Spannweite damals führend war.

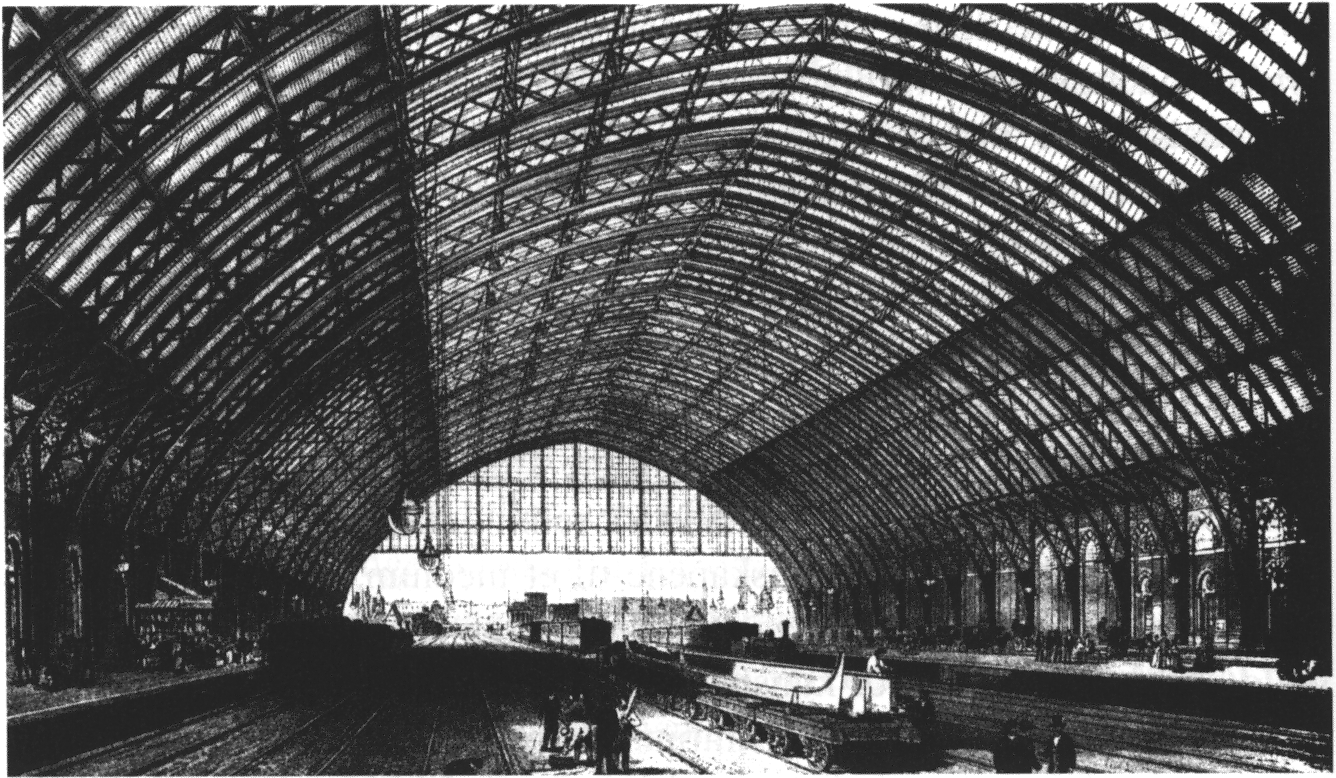
St. Pancras Haupthalle

Nach dem Einsturz der Firth-of-Tay-Brücke leitete Barlow als neu gewählter Präsident der Institution of Civil Engineers die Untersuchung, die dem Konstrukteur Thomas Bouch einen Hauptteil der Schuld zuwies. Eine weitere Folge war die Einrichtung einer Kommission zur Untersuchung von Windlasten auf Eisenbahnkonstruktionen (Brücken), der er angehörte. 1882 bis 1887 leitete Barlow den Bau der zweiten Brücke über den Firth-of-Tay mit seinem Sohn.

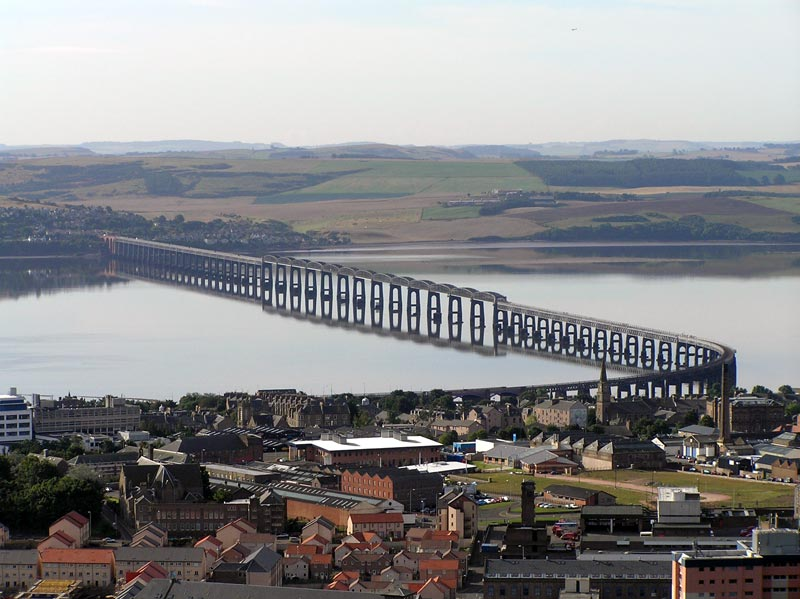
Zweite Taybrücke

Er unternahm experimentelle Studien zur Tragfähigkeit von Stahl in Woolwich in den 1850er Jahren und war Mitglied einer Kommission, die sichere Belastungsobergrenzen für Stahlkonstruktionen für Eisenbahnen vorschlug (1877). Er veröffentlichte auch 1874 über ein Gerät zur Schallaufzeichnung.
1896 ging er in den Ruhestand.
Er war Fellow der Royal Society (1850) und 1881 deren Vizepräsident, und er war seit 1887 Fellow der Royal Society of Edinburgh.
Er war mit Selina Crawford Caffin verheiratet und hatte vier Söhne und zwei Töchter. Sein Sohn Crawford Barlow wurde ebenfalls Bauingenieur und arbeitete mit ihm zusammen.